# Tamohi

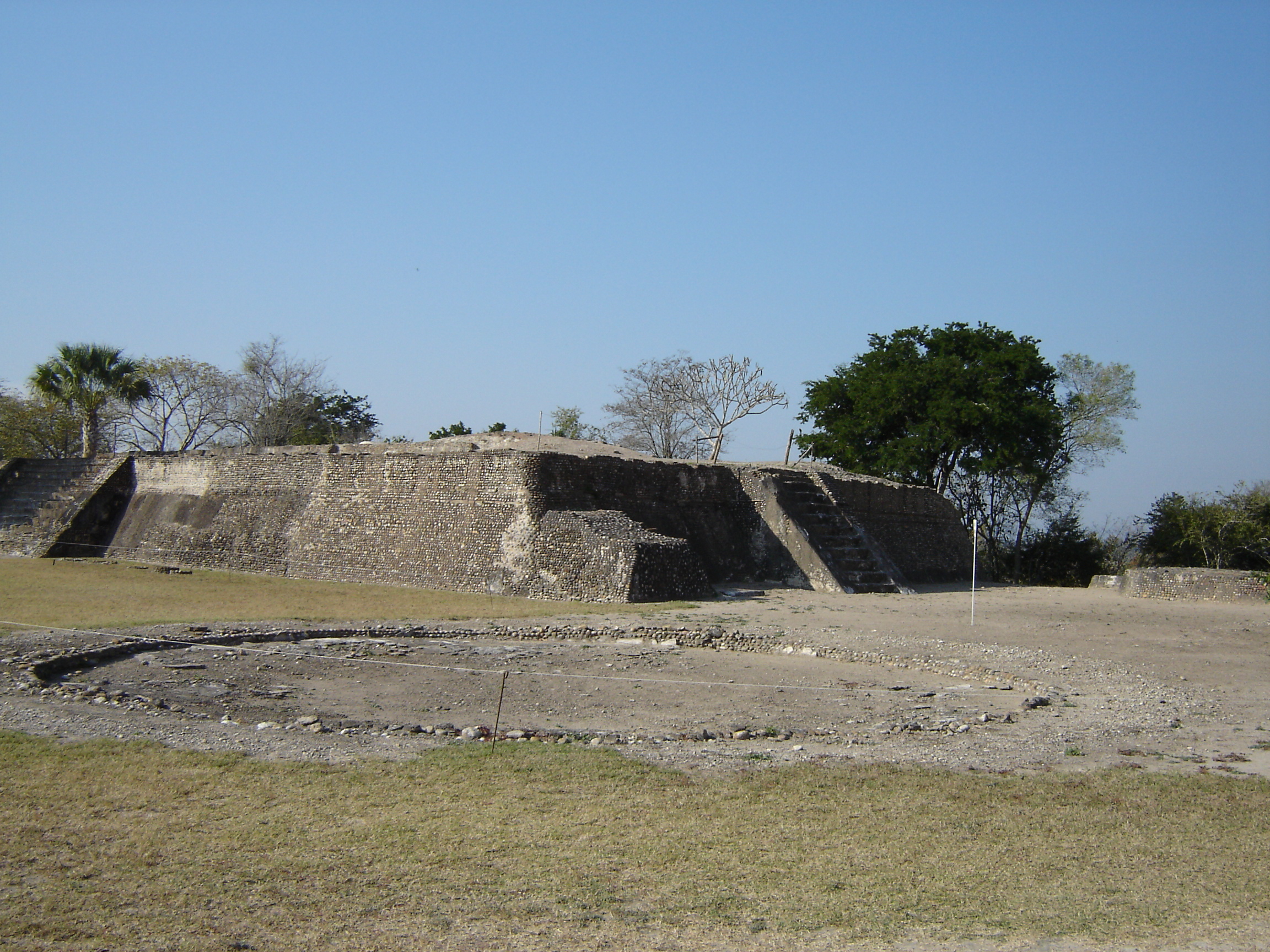
Tamohi – Tempelpyramide mit ehemals verputzter Außenwand aus Kieselsteinen

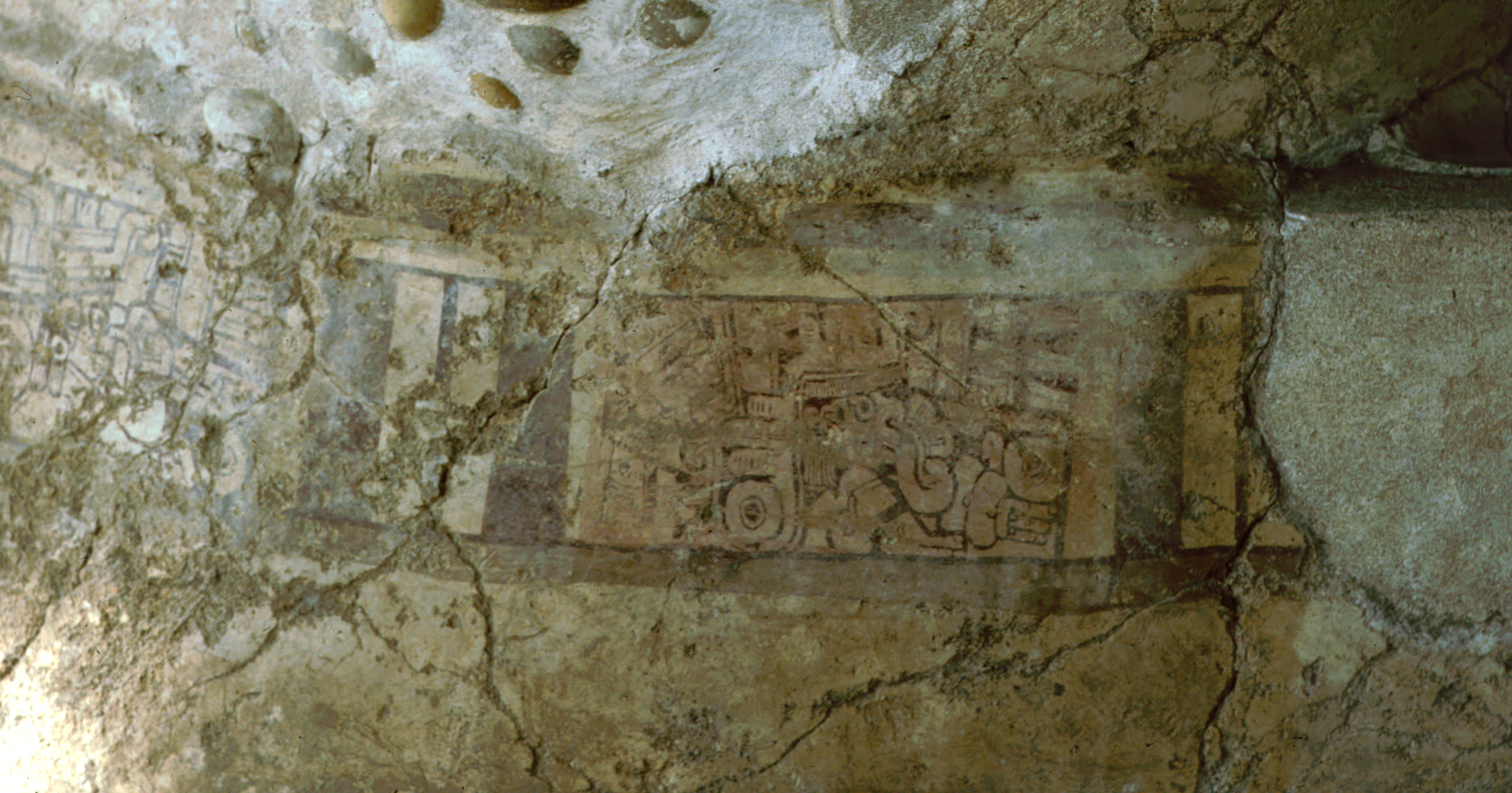
Tamohi – Freskenreste

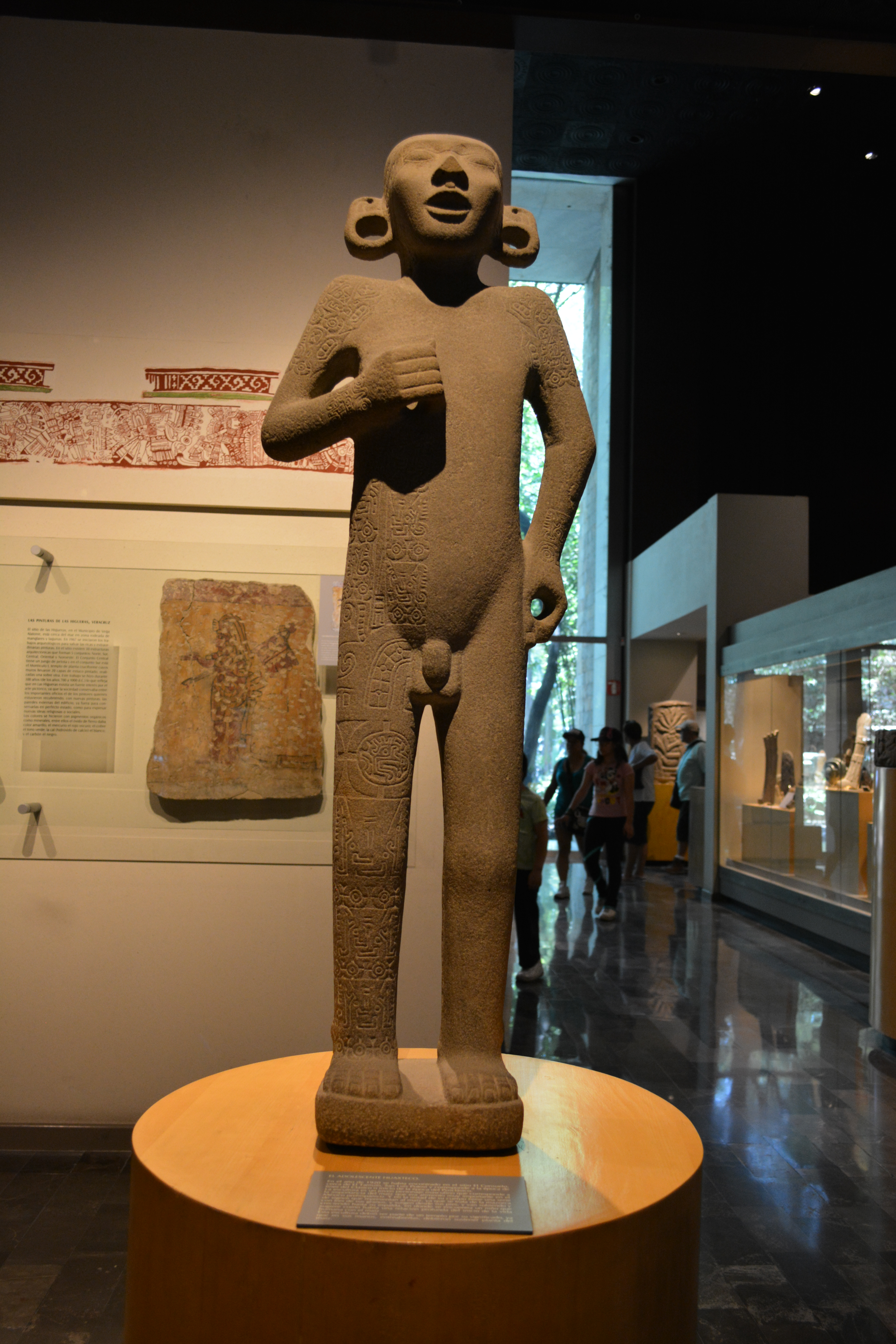
Tamohi – Statue eines tätowierten jungen Mannes

Tamohi (manchmal auch El Consuelo genannt) ist eine archäologische Stätte der Huaxteken bei der heutigen Stadt Tamuín im Bundesstaat San Luis Potosí im östlichen Tiefland Zentralmexikos.

## Lage
Tamohi liegt am Río Tampaón im flachen Küstenvorland des Golfs von Mexiko etwa 9 km (Fahrtstrecke) südöstlich der Stadt Tamuín bzw. ca. 5 km nordöstlich der bedeutenderen und älteren Ruinenstätte von Tamtoc in einer Höhe von ca. 50 m.

## Geschichte
Die Stätte war vom 13. bis zum 16. Jahrhundert besiedelt; im Zuge der Ankunft der spanischen Konquistadoren wurde sie verlassen. Im Jahr 1919 wurde hier eine nahezu lebensgroße Statue eines nackten, teilweise tätowierten jungen Mannes gefunden (heute im Nationalmuseum für Anthropologie in Mexiko-Stadt), doch genauere archäologische Untersuchungen der Fundstätte begannen erst im Jahr 1946.

## Architektur
Die aus aufgeschütteter Erde bestehende Hauptpyramide ist mit einer Außenhaut aus verputzten Kieselsteinen bedeckt. Spuren eines steinernen Tempels wurden nicht gefunden, so dass man von einer ehemals aufruhenden Schilfhütte ausgehen kann. Neben der Pyramide befinden sich weitere – nur im Grundriss erkennbare – runde Strukturen.

## Skulptur
Neben der steinernen Großplastik eines nackten jungen Mannes wurden zahlreiche Kleinfiguren aus Stein und gebranntem Ton gefunden.